# Virtus Pallacanestro Bologna 2017-2018
Questa voce raccoglie le informazioni riguardanti la Virtus Pallacanestro Bologna nelle competizioni ufficiali della stagione 2017-2018.

## Stagione
La stagione 2017-2018 della Virtus Pallacanestro Bologna sponsorizzata Segafredo, è la 79ª nel massimo campionato italiano di pallacanestro, la Serie A.
Per la composizione del roster si decise di optare per la formula con 5 giocatori stranieri senza vincoli.

## Roster
Aggiornato al 3 agosto 2017.
| Segafredo Virtus Bologna 2017-18 | Segafredo Virtus Bologna 2017-18 |
| Giocatori                        | Staff tecnico                    |
| -------------------------------- | -------------------------------- |

| N. | Naz.                                        | Ruolo | Nome                | Anno | Alt.   | Peso   |  |
| -- | ------------------------------------------- | ----- | ------------------- | ---- | ------ | ------ |  |
| 0  | Italia (bandiera)                           | GA    | Alessandro Gentile  | 1992 | 200 cm | 100 kg |  |
| 2  | Estonia (bandiera)                          | G     | Mikk Jurkatamm      | 2000 | 195 cm | 80 kg  |  |
| 3  | Stati Uniti (bandiera) · Nigeria (bandiera) | G     | Michael Umeh        | 1984 | 188 cm | 89 kg  |  |
| 6  | Italia (bandiera)                           | P     | Alessandro Pajola   | 1999 | 194 cm | 83 kg  |  |
| 8  | Italia (bandiera)                           | AC    | Filippo Baldi Rossi | 1991 | 207 cm | 97 kg  |  |
| 11 | Serbia (bandiera)                           | A     | Danilo Petrović     | 1999 | 202 cm | 93 kg  |  |
| 13 | Albania (bandiera) · Italia (bandiera)      | AG    | Klaudio Ndoja (C)   | 1985 | 201 cm | 102 kg |  |
| 14 | Italia (bandiera)                           | GA    | Guido Rosselli (C)  | 1983 | 198 cm | 100 kg |  |
| 20 | Stati Uniti (bandiera) · Croazia (bandiera) | P     | Oliver Lafayette    | 1984 | 188 cm | 86 kg  |  |
| 21 | Italia (bandiera)                           | GA    | Pietro Aradori      | 1988 | 196 cm | 100 kg |  |
| 22 | Italia (bandiera)                           | P     | Stefano Gentile     | 1989 | 191 cm | 90 kg  |  |
| 23 | Italia (bandiera)                           | C     | Matteo Berti        | 1998 | 213 cm | 90 kg  |  |
| 25 | Stati Uniti (bandiera)                      | C     | Kenny Lawson        | 1988 | 208 cm | 121 kg |  |
| 44 | Stati Uniti (bandiera)                      | C     | Marcus Slaughter    | 1985 | 204 cm | 106 kg |  |
| 99 | Stati Uniti (bandiera)                      | AG    | Jamil Wilson        | 1990 | 201 cm | 104 kg |  |
| -  | Italia (bandiera)                           |       | Roberto Chessari    | 2000 |        |        |  |
| -  | Italia (bandiera)                           |       | Matteo Nicoli       | 2001 |        |        |  |

| Allenatore |
| - Alessandro Ramagli                                                                                              |
| Assistente/i |
| - Daniele Cavicchi - Christian Fedrigo - Mattia Largo Legenda - (C) Capitano - (IN) Inattivo - Infortunato Roster |

## Mercato

### Sessione estiva
| Acquisti | Acquisti           | Acquisti       | Acquisti   | Acquisti |
| R.       | Nome               | da             | Modalità   |          |
| -------- | ------------------ | -------------- | ---------- | -------- |
| GA       | Pietro Aradori     | Pall. Reggiana | definitivo |          |
| GA       | Alessandro Gentile | Olimpia Milano | definitivo |          |
| P        | Oliver Lafayette   | Málaga         | definitivo |          |
| C        | Marcus Slaughter   | Darüşşafaka    | definitivo |          |

| Cessioni | Cessioni             | Cessioni         | Cessioni       | Cessioni |
| R.       | Nome                 | a                | Modalità       |          |
| -------- | -------------------- | ---------------- | -------------- | -------- |
| AC       | Davide Bruttini      | Universo Treviso | fine contratto |          |
| PG       | Gabriele Spizzichini | Scafati Basket   | fine contratto |          |
| AP       | Tommaso Oxilia       | U.C.C. Piacenza  | prestito       |          |
| P        | Lorenzo Penna        | A. Costa Imola   | prestito       |          |
| P        | Marco Spissu         | Dinamo Sassari   | fine prestito  |          |
| AC       | Andrea Michelori     | Free agent       | fine contratto |          |

### Dopo l'inizio della stagione
| Acquisti | Acquisti            | Acquisti      | Acquisti         | Acquisti             |
| R.       | Nome                | da            | Data             | Modalità             |
| -------- | ------------------- | ------------- | ---------------- | -------------------- |
| AC       | Filippo Baldi Rossi | Aquila Trento | 30 novembre 2017 | definitivo (30000 €) |
| AG       | Jamil Wilson        | F.W. Mad Ants | 22 aprile 2018   | definitivo           |

| Cessioni | Cessioni       | Cessioni          | Cessioni        | Cessioni                |
| R.       | Nome           | a                 | Data            | Modalità                |
| -------- | -------------- | ----------------- | --------------- | ----------------------- |
| AP       | Guido Rosselli | Fortitudo Bologna | 5 dicembre 2017 | rescissione consensuale |